# Lillington, Warwickshire
Lillington är en ort i civil parish Royal Leamington Spa, i distriktet Warwick, i grevskapet Warwickshire i England. Lillington var en civil parish fram till 1902 när blev den en del av Leamington. Civil parish hade 1 241 invånare år 1901. Byn nämndes i Domedagsboken (Domesday Book) år 1086, och kallades då Ulintone/Lillintone.